# Milton of Campsie
Milton of Campsie es una localidad situada en el concejo de East Dunbartonshire, en Escocia (Reino Unido), con una población estimada a mediados de 2016 de 3840 habitantes.
Se encuentra ubicada en la zona central de Escocia, a muy poca distancia al norte de Glasgow.